# Chiesa di San Vito (Recanati)
La chiesa di San Vito è un edificio religioso di Recanati, nelle Marche.

## Storia
La chiesa nuova è il frutto di una costruzione medievale su un'antica chiesa romanico-bizantina dell'XI secolo, e poi venne trasformata nelle forme attuali nella metà del Seicento su disegno di P.P. Jacometti. Nel 1741 il terremoto danneggiò la facciata che fu rifatta su disegno del Luigi Vanvitelli, in cotto e con le colonne a spirale bicromate. Della primitiva costruzione tre-quattrocentesca all'esterno conserva l'impianto absidale ed una torre campanaria incompiuta. Nella cappella adiacente (inizio navata a destra) c'è l'oratorio con la tela del Pomarancio raffigurante la Presentazione al Tempio, del 1582,; due tele piccole di Pier Simone Fanelli, e l'Assunta del Latre. Di notevole valore anche le tele di Felice Damiano da Gubbio (1582), di Giuseppe Valeriani (1550) e Paolo de Matteis (1727).

## Descrizione della facciata
La facciata si mostra nella ricostruzione settecentesca, in stile tardobarocco. La facciata si presenta nelle classiche forme barocche: il primo livello, quello della base, è reso monumentale per mezzo di un pronao composto da quattro colonne doriche, suddivise egualmente ai lati della porta, con un timpano spezzato posto a terminazione. Nel secondo livello invece è presente l'ordine ionico, che ripropone lo schema del primo. I due livelli si raccordano tramite elementi curvi. Sopra il portale vi è un ampio finestrone rettangolare. La facciata è inoltre caratterizzata dal contrasto tra il colore più scuro del mattone e quello più chiaro della pietra d'Istria.
Il campanile è una torre mozza, perché incompiuta nel restauro settecentesco dopo il terremoto.